# Валя-Бечулуй
Валя-Бечулуй (рум. Valea Beciului) — село у повіті Вранча в Румунії. Входить до складу комуни Слобозія-Брадулуй.
Село розташоване на відстані 138 км на північний схід від Бухареста, 25 км на південний захід від Фокшан, 77 км на захід від Галаца, 112 км на схід від Брашова.

## Населення
За даними перепису населення 2002 року у селі проживали 270 осіб.
Національний склад населення села:
| Національність | Кількість осіб | Відсоток |
| -------------- | -------------- | -------- |
| цигани         | 190            | 70,4%    |
| румуни         | 80             | 29,6%    |

Рідною мовою назвали:
| Мова      | Кількість осіб | Відсоток |
| --------- | -------------- | -------- |
| циганська | 190            | 70,4%    |
| румунська | 80             | 29,6%    |